# Genting Bulen
Genting Bulen is een bestuurslaag in het regentschap Aceh Tengah van de provincie Atjeh, Indonesië. Genting Bulen telt 291 inwoners (volkstelling 2010).